# Horia (okręg Botoszany)
Horia – wieś w Rumunii, w okręgu Botoszany, w gminie Mitoc. W 2011 roku liczyła 555 mieszkańców.